# Betta bellica
Betta bellica är en fiskart som beskrevs av Sauvage, 1884. Betta bellica ingår i släktet Betta och familjen Osphronemidae. IUCN kategoriserar arten globalt som livskraftig. Inga underarter finns listade.